# 阿克其河
阿克其河，也作阿克其吾斯塘，位于中华人民共和国新疆维吾尔自治区喀什地区叶城县的一条河流，是柯克亚河右岸支流，发源于叶城县南部的麦仑山区，蜿蜒向北，流经乌夏巴什镇阿克其格村、喀帕村等地，于布那克村西北汇入柯克亚河。河长86.3千米。